# Polycom Lausanne
Pour les articles homonymes, voir Polycom.
Polycom Lausanne est une école en communication, marketing et relations publiques basée à Lausanne. Elle a été créée en 1996 par René Engelmann. Polycom s'est ensuite rapproché du SAWI (Centre suisse d’enseignement du marketing) pour mettre en place une collaboration efficace dans le cadre de son développement. René Engelmann a été le directeur de cette école qu'il a créée, pendant plus de 18 ans, soit jusqu'à la fin de l'année 2014.
Yannick Chevailler, directeur du SAWI Suisse romande de 2012 à 2016 et CEO de 2017 à mi-2018 , a assuré la direction ad intérim jusqu'en 2015.
De 2015 à 2016, Jean-Christophe Francet a été à la tête de cette école et a proposé l'évolution continue des modules de la formation proposée.
Au premier janvier 2016, la direction du groupe SAWI a été renforcé par l'arrivée d'Olivier Beyeler en qualité de Responsable pédagogique, recherche et développement . Il occupait également le poste de directeur de l'école Polycom Lausanne.
Depuis février 2019, la direction de Polycom Lausanne est assurée par Stéphane Meier.
En 2019, Polycom Lausanne a fêté ses 21 ans, ainsi que les 50 ans du SAWI.

## Formation
Polycom est une école privée qui accueille des étudiants entre 18 et 25 ans possédant une maturité fédérale, un baccalauréat ou un diplôme d'école de commerce, à la suite d'un concours d'entrée écrit et oral. Cette dernière propose des cursus différends de ce qui est énoncé de base et tout enseignement est sujet à des changements de dernières minutes dues à la fragilité du cadre de direction et de la faiblesse de la communication interne.
La formation est à plein temps sur 3 ans (6 semestres). La pratique professionnelle et le développement de l'employabilité sont les fils rouges du programme. Deux stages de 4 à 6 mois sont réalisés aux semestres 3 et 6.
Une autre particularité de cette école est de transmettre tant des compétences techniques (hard skills) actualisées, qu'un savoir-être (soft skills) adapté. Dans ce cadre, les étudiants ont la possibilité de réaliser différents travaux pratiques de groupes lors d'événements pédagogiques, comme lors des Workshops où un sujet est imposé par un intervenant ou une entreprise. Ces travaux débouchent sur une présentation orale et écrite du projet, réalisée dans un délai imposé. Lors du cinquième et avant-dernier semestre, les étudiants doivent choisir une option spécifique pour leur cursus. Les choix sont Brevets Fédéraux, Digital, Luxe ou Tourisme.
L'intégral de la formation et l'examen MarKom préparent l'étudiant au Brevet fédéral de RP (Relations publiques) et PCM (Planificateur en Communication de Marketing).
Les étudiants obtiennent un Bachelor SAWI Polycom en Marketing et Communication (+ option) à la fin de leur cursus.

### Intervenants
SAWI et Polycom se veut être une école "à la pointe du savoir-faire actuel". De ce fait, tous les intervenants sont, avant d'être des enseignants, des spécialistes et professionnels en activité des différentes matières traitées et cela se sent dans la pédagogie employée.